# 波多利亚
波多利亚（烏克蘭語：Поділля，羅馬化：Podillia，發音：[poˈd⁽ʲ⁾ilʲːɐ]）是歷史上東歐一個地區，位于今乌克兰中西部和西南部，与赫梅利尼茨基州和文尼察州大致相当，此外还包括今摩尔多瓦東北，即北部聶斯特河沿岸。該名稱源自古斯拉夫語的「по」（傍；隔著）還有「дол」（古語及詩意屬性的谷地或低地之意）。

## 歷史
至少在新石器時代初期這個地區就已經有人類定居點出現。希羅多德曾提及它是希臘人所在的地方——斯基泰人，阿拉纵人還有斯基泰的女奚烈人(Νευροί)/尼如人。緊接著來到的是達契亞人和蓋塔人。在羅馬帝國時期建立的圖拉真長城成為再見證他們曾經統治的印記，這個防護牆是貫穿了現代卡緬涅茨-波多利斯基、新烏希齊亞和赫梅利尼茨基的轄區範圍。
由民族大遷徙時期開始，許多族羣曾經過這片土地或曾住留在此一段時間，並留下無數痕跡，均是具考古價值的遺物。聶斯特在往年紀事提及當地曾有四支斯拉夫部落：在南布格河的布展斯和杜勒貝斯部落，還有在聶斯特河的蒂韋爾西和烏利希斯部落。阿瓦爾人於7世紀時入侵到這裡， 稍晚的13世紀時博洛霍韋尼人再佔據過同一片領土。

### 魯塞尼亞王國和波蘭王冠屬地
奧列格王公在統治這片領地時其名做「波尼茲」（波蘭語：Ponizie，意為「低地」）。這些低地後來就成為了沃里尼亞、基輔和加利西亞裡面羅斯公國的一部分。在13世紀時，由巴克達作為該地域的政治和行政中心。在那段歲月後面，蒙古人強劫取了波尼茲; 立陶宛大公國的王公阿尔吉尔达斯在1362年藍水之戰對戰金帳汗國獲勝後，將該地由蒙古人的統治中解放出來, 並將之以波多利亞之名併入他自己的領地，這個稱謂與「波尼茲」是一樣意思。波蘭對其的波蘭化管治則於14世紀開始。

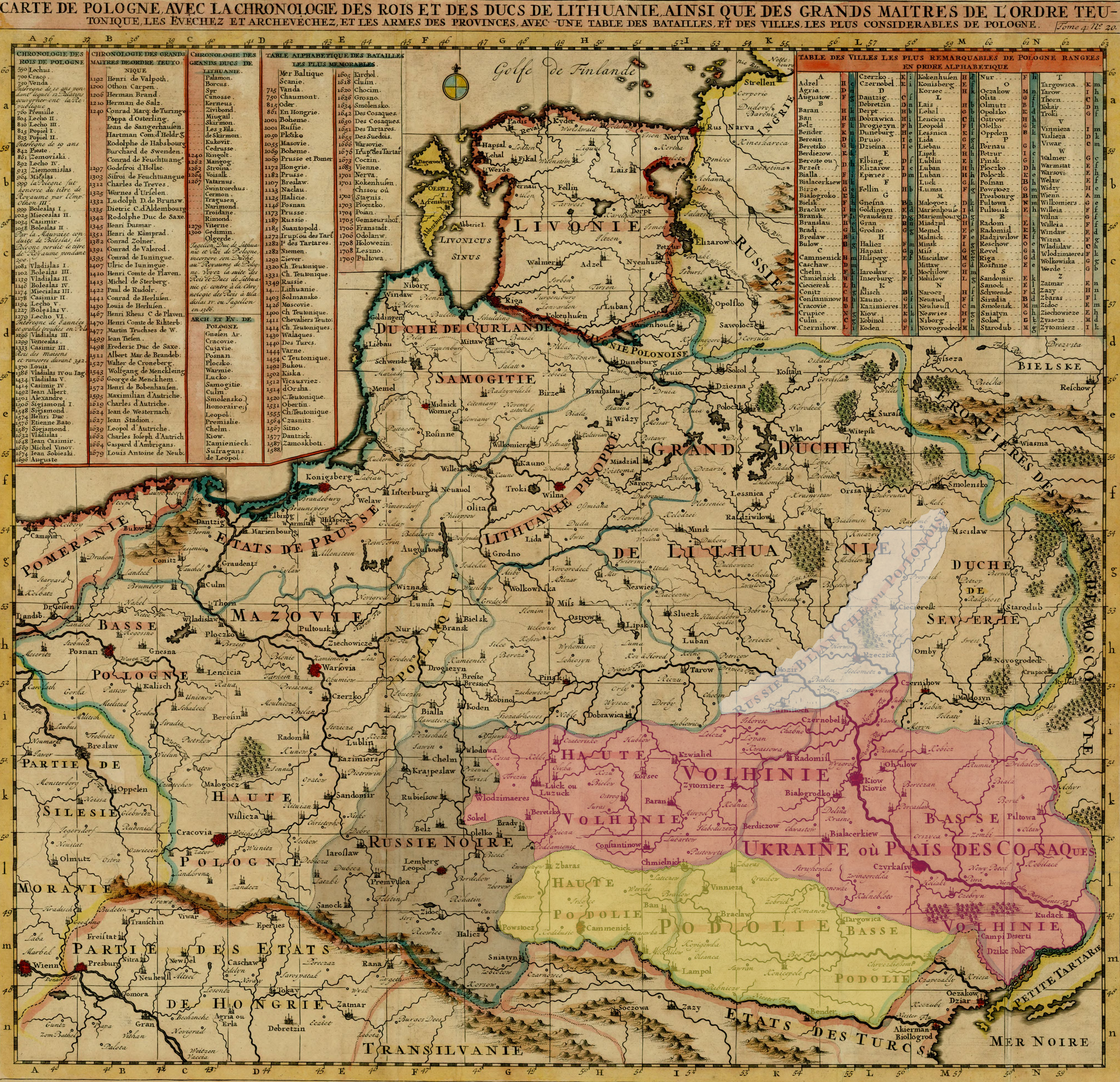
1712年法國繪圖師Henri Chatelain所作地圖內的波多利亞 (Podolie) ，即黃色部分。白色部分為白魯塞尼亞 ，黑色部分是黑魯塞尼亞，紅色的是沃里尼亞。

在1430年立陶宛王公维陶塔斯離世之後，波多利亞被體系併入了波蘭王冠領的波多爾省， 除了東部部分的布拉茨瓦夫省仍留存於立陶宛轄內直到1569年盧布林聯合正式與波蘭一體化。到1672年之後, 波多利亞又變成奥斯曼帝国的一部分，在這段時期裡這個地方就以波多利亞省被外界熟知，它是一個以卡缅涅茨-波多利斯基做中心的省份，內部建制還被拆分成從屬卡缅涅茨、巴爾、梅吉比日和亞茲洛韋齊的桑贾克分區。到1699年時該地才被歸還波蘭最高管治當局，其後波蘭人是保全著波多利亞直到他們的國土在1772年和1793年被瓜分，是奧地利哈布斯堡王朝和俄羅斯帝國在此段時期裡分別吞併掉西部和東部領土。

### 帝俄之內

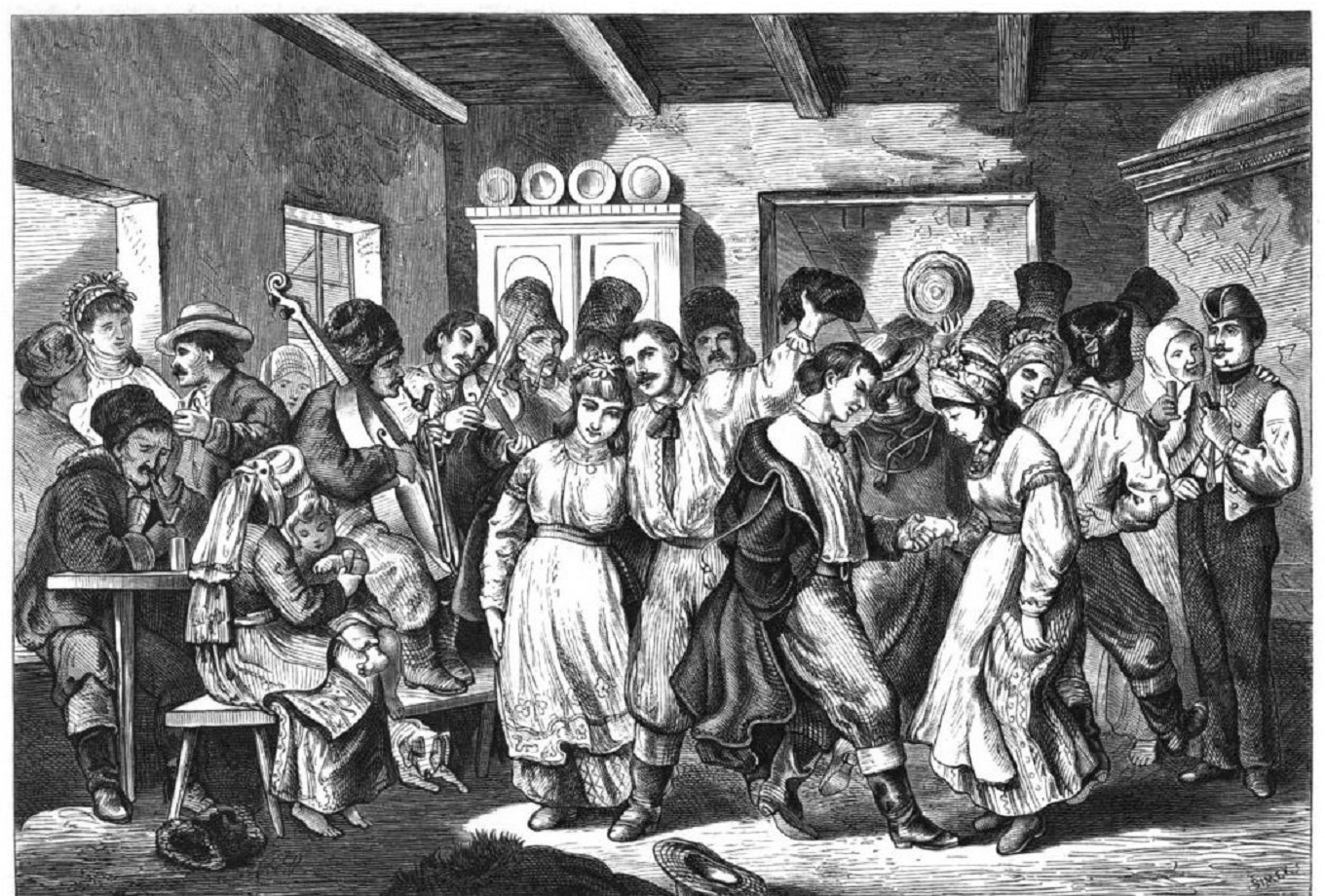
波多利亞人，1878年之前

在1793年一直到1917年間有部分地區，是處在俄羅斯帝國西南部的波多利亞省之內，與奧地利間是以茲布魯奇河為邊界相割，而與比薩拉比亞間就以德涅斯特河為界。這片行政區域當時面積有36,910 km2（14,251 sq mi）。
1772年第一次瓜分波蘭時，奧地利哈布斯堡是獲得了對茲布魯奇河以西博爾曉夫附近一帶 (有時也稱之為「南波多利亞」)屬於波多利亞一小部分地域的控制權，那裡現代是位處於捷爾諾波爾州。皇帝約瑟夫二世藉著機會造訪了這一地區，對當地的富饒肥沃留下深刻印象，並很樂觀該地在往後可有美好的成就。 到了1795年第三次瓜分之後的波蘭王國就此消失了，不過在東部及西部波多利亞，依舊是由波蘭紳貴主掌當地權威，管治著眾多的烏克蘭農民，這些被管治羣體是與其他已臣服於哈布斯堡王權的東斯拉夫人有著相近特質：在1772年由亞當·弗朗蒂謝克·科拉爾所撰寫的書籍裡是將前述舉出為例，以此為哈布斯堡擴張兼併領土作辯解。 波多利亞西部的捷尔诺波尔曾於1809年先被俄羅斯佔據，不過後來於1815年轉為受奧地利管治。在奧地利帝國之內的西部波多利亞，是從屬為加利西亚和洛多梅里亚王国其中的一部分，王國本身是伴隨1867年奧匈帝國體系建立而生，該地就此後是成為了尊於奧地利皇家之下一個由波蘭族裔管理的自治單位。在19世紀交20世紀這段時期裡的奧地利波多利亞，見證了當地農民定居羣體有產生出相當龐大部分的移民潮、是流向了加拿大西部。

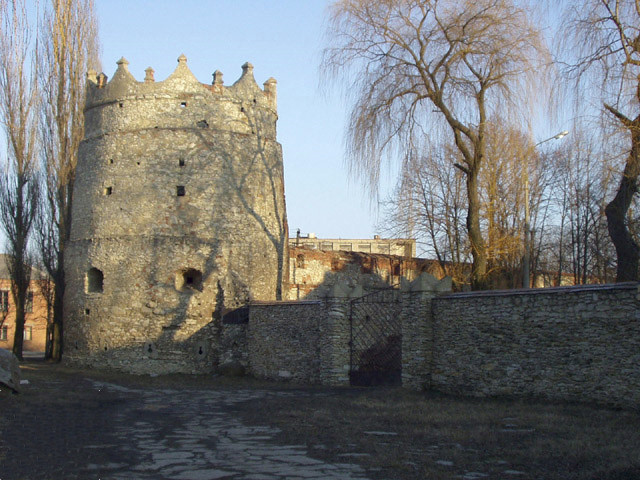
在萊蒂奇夫的中世紀要塞。

而對於波多利亞的猶太社區，在19世紀的時候，哈斯卡拉運動即猶太啟蒙運動是經由西歐的猶太人傳入波多利亞，而來到了猶太人所在之處。如為波多利亞作出伊茲科爾之書的魏斯曼所述：「這場運動是終結了周遭世界猶太人們的文化分閡。猶太人開始去學習現代科學和語言， 閱讀世界上的文學作品並參與到了他們所相處多民族的文化生活當中」。 與在其他原波蘭地區的個例一樣，該地的猶太人們也開始學習起他們所生活國家的語言，還開始撰寫起涉及世俗日常的文章。在波多利亞，猶太啟蒙運動作家是包括有：運動先驅者艾薩克·薩塔諾 (1733-1805)、作家兼翻譯家梅納希姆·孟德爾·拉平、用俄語寫作的本-阿米 (Mordecai Rabinowitz) 以及其他許多人士。

### 波蘭與蘇聯之間
在1918年11月一戰之後奧匈帝國瓦解，西部波多利亞就被西烏克蘭人民共和國所劃為其有，但緊接著1919年轉被波兰接掌，後述結果是於1920年4月在波蘭與烏克蘭人民共和國間所簽條約獲得承認。由於波蘇戰爭的爆發，波多利亞在1919年到1920年間是繁複易手於波蘭和蘇維埃之間，直到里加和約簽訂，蘇聯正式承認了波蘭對西部波多利亞的控制權，而東部波多利亞就留由蘇聯掌控。這段時期裡當地是有發生過反猶騷亂。
1921年到1939年間留在波蘭的西部波多利亞，是屬於塔爾諾波爾省的一部分。東部波多利亞則是於1922到1940年間從屬於烏克蘭蘇維埃社會主義共和國 ,同時候的西南部分就被創建出摩爾達維亞蘇維埃社會主義自治共和國。
1927年的時候在烏克蘭蘇維埃南部莫吉廖夫-波多利斯基、卡緬涅茨-波多利斯基、提拉斯堡及其他城市，農民和工人們是發起了聲勢浩大反對蘇聯政權的起義運動。根據被派去採訪暴動的美國特派記者消息，當時莫斯科派出部隊前往這些地區鎮壓騷亂，導致近4,000人死亡，而克里姆林宮官方通訊社是完全否認出現過上述情況。
在1939年納粹德國和蘇聯簽訂了德蘇互不侵犯條約後，同年9月17日蘇聯入侵波蘭，波多利亞其他地域也被蘇維埃烏克蘭所控制。許多當地居民之後是被遣送到古拉格。1941年納粹德國對蘇聯採取入侵行動，波多利亞大部分地區被對方佔領並被併入了烏克蘭專員轄區。在文尼察和德涅斯特河下方波多利亞的中間南方地域，作為德涅斯特河沿岸一部分，是被軸心國的羅馬尼亞所佔領。
從1941年7月開始，由四個專門組織的別動隊所進行系列德方軍事行動，令猶太居民是遭受被大規模槍決的滅頂之災。依據包括德國、蘇聯和當地記錄而可靠估計，是表明有超過160萬、並也許多達200萬的猶太人，是以此種形式遇害。大多數人之後被埋到萬人坑中，但也有一些社區居民是被迫集體進入會所建築或猶太教堂，然後被活活燒死，或者被趕進當地的礦井再隨後被炸死。
1944年時蘇維埃重新奪取了波多利亞，到1945年，當波蘭東部邊界依照寇松線正式變更後，整個波多利亞就留在了烏克蘭蘇維埃社會主義共和國之內。多數原留下的波蘭人和猶太人在之後是逃離或被遞解出境至波蘭人民共和國。

## 文化遺存
在烏克蘭內，波多利亞民間的神像繪畫傳統是廣為人知的。 在19世紀到20世紀之間，其呈現形式即是用油畫繪製的長長居家聖幛。紅色、綠色及黃色的調和之下，所繪製聖人們的面龐顯得較為狹長，而都有著杏仁般的眼睛。在這些聖像壁上，是畫上了那些最受崇敬的家族聖人們。現代在文尼察藝術博物館和拉多米斯爾城堡內的烏克蘭家庭神像博物館，是保存著波多利亞的民間聖像壁珍藏。

## 圖錄

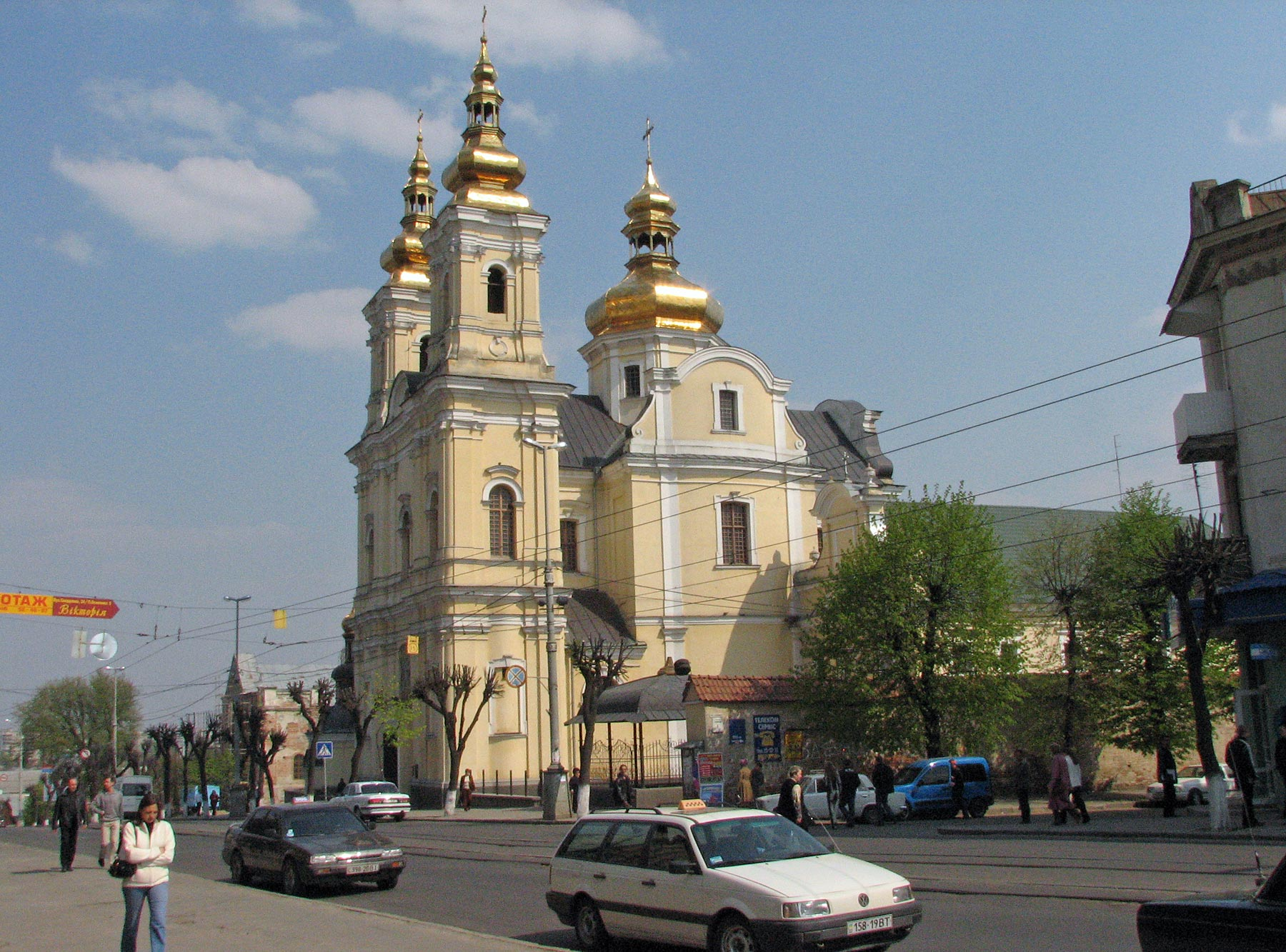
文尼察
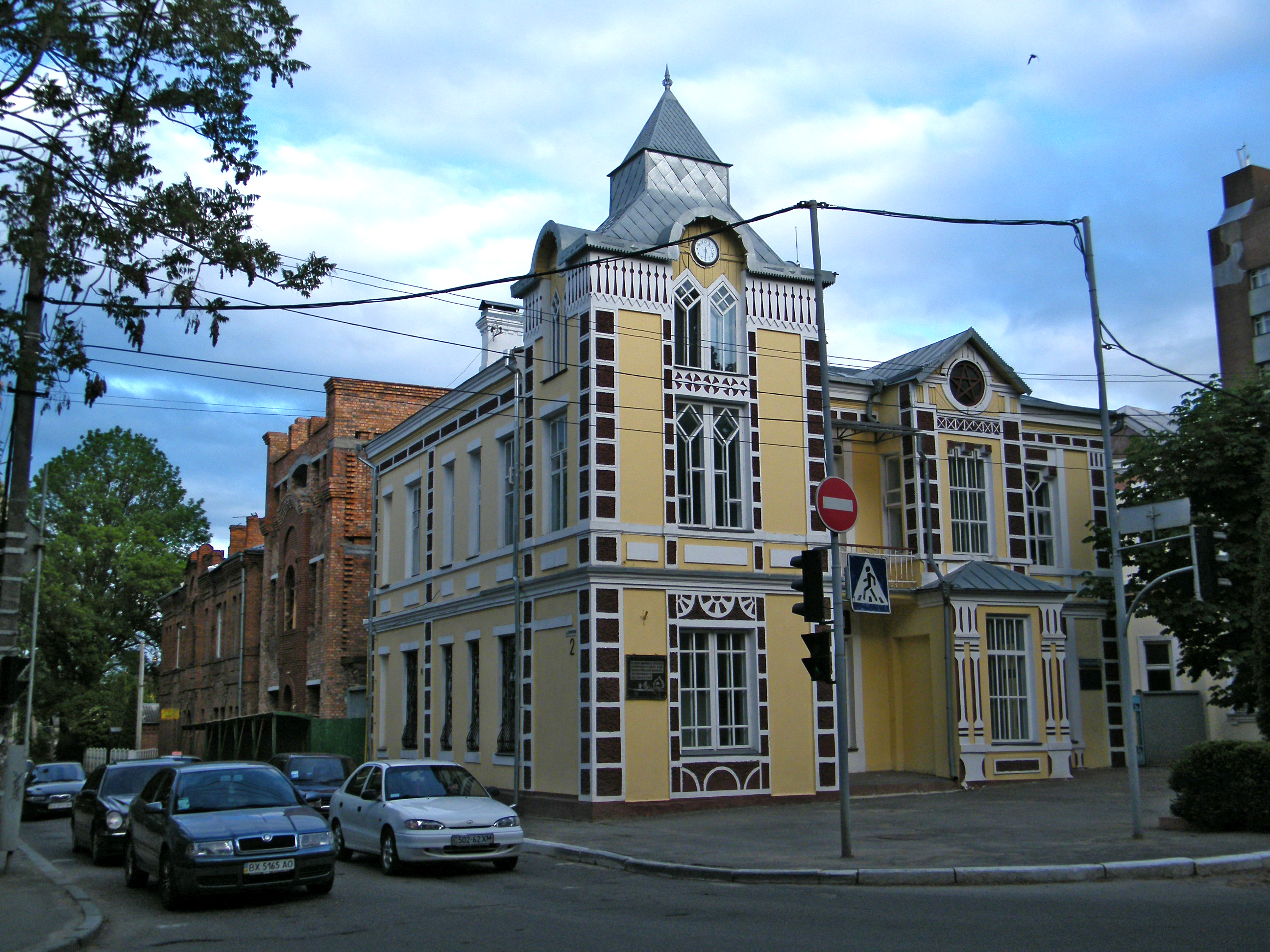
赫梅利尼茨基
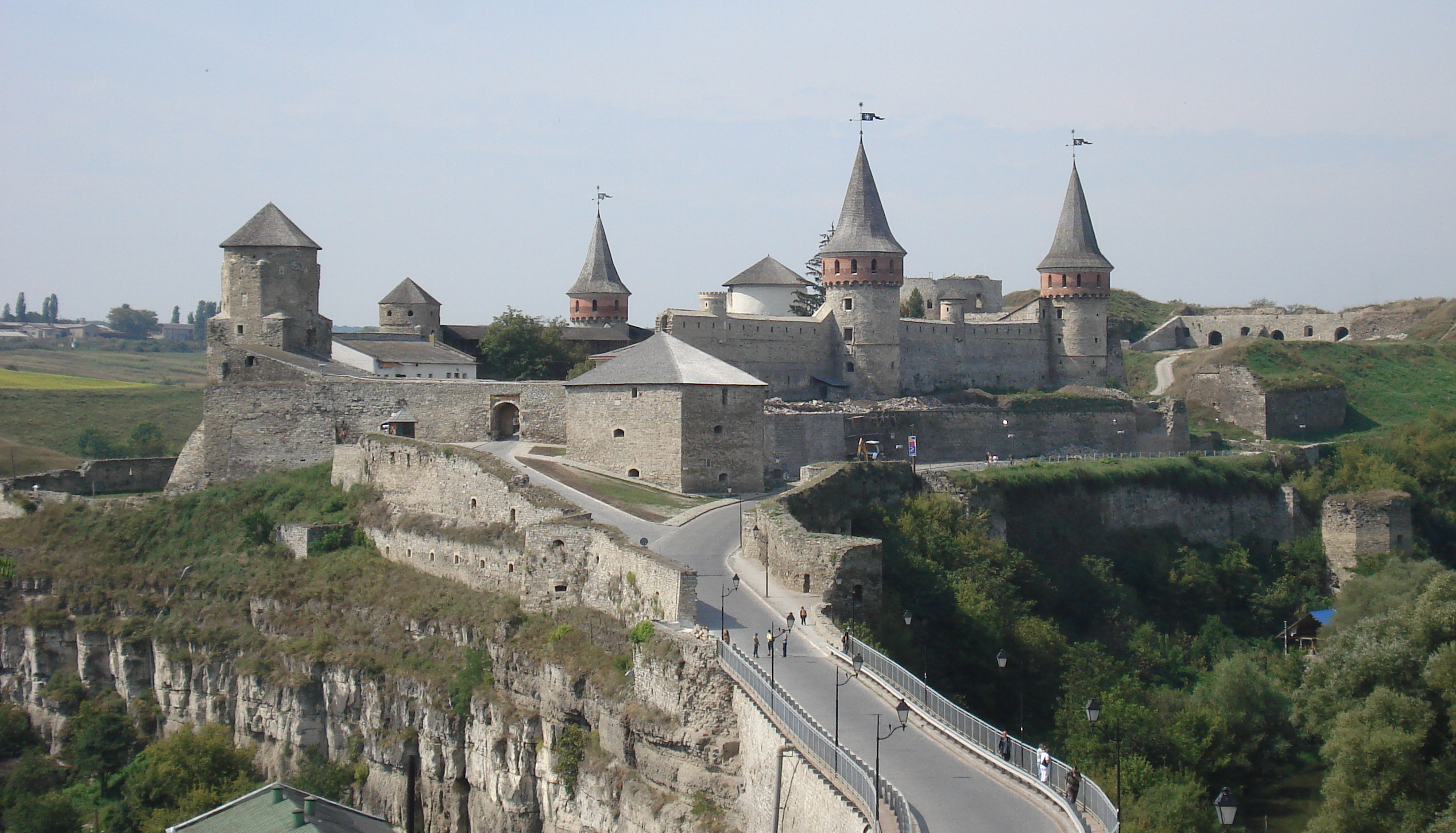
卡缅涅茨-波多利斯基的要塞
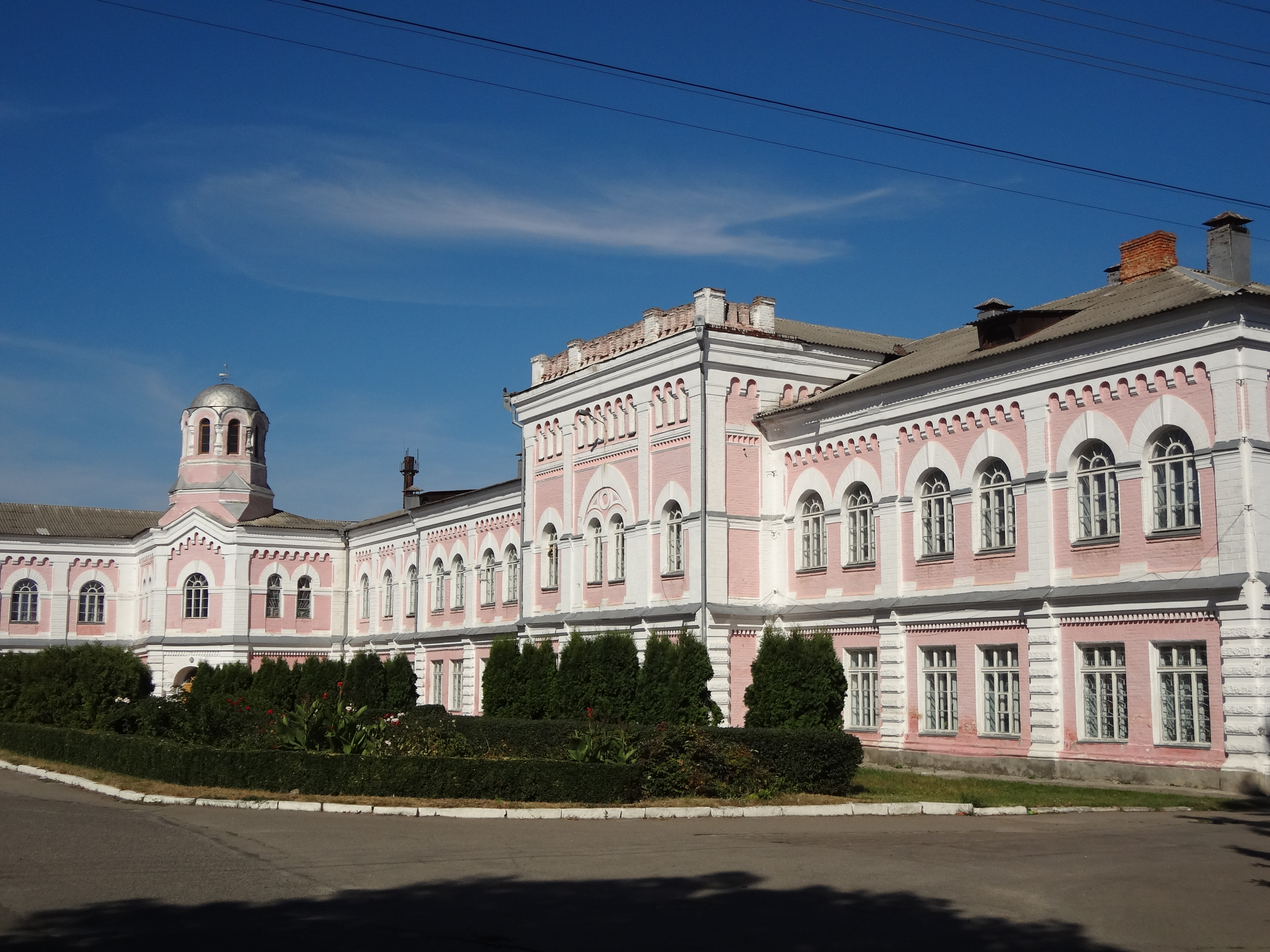
烏曼國立園藝大學的主樓
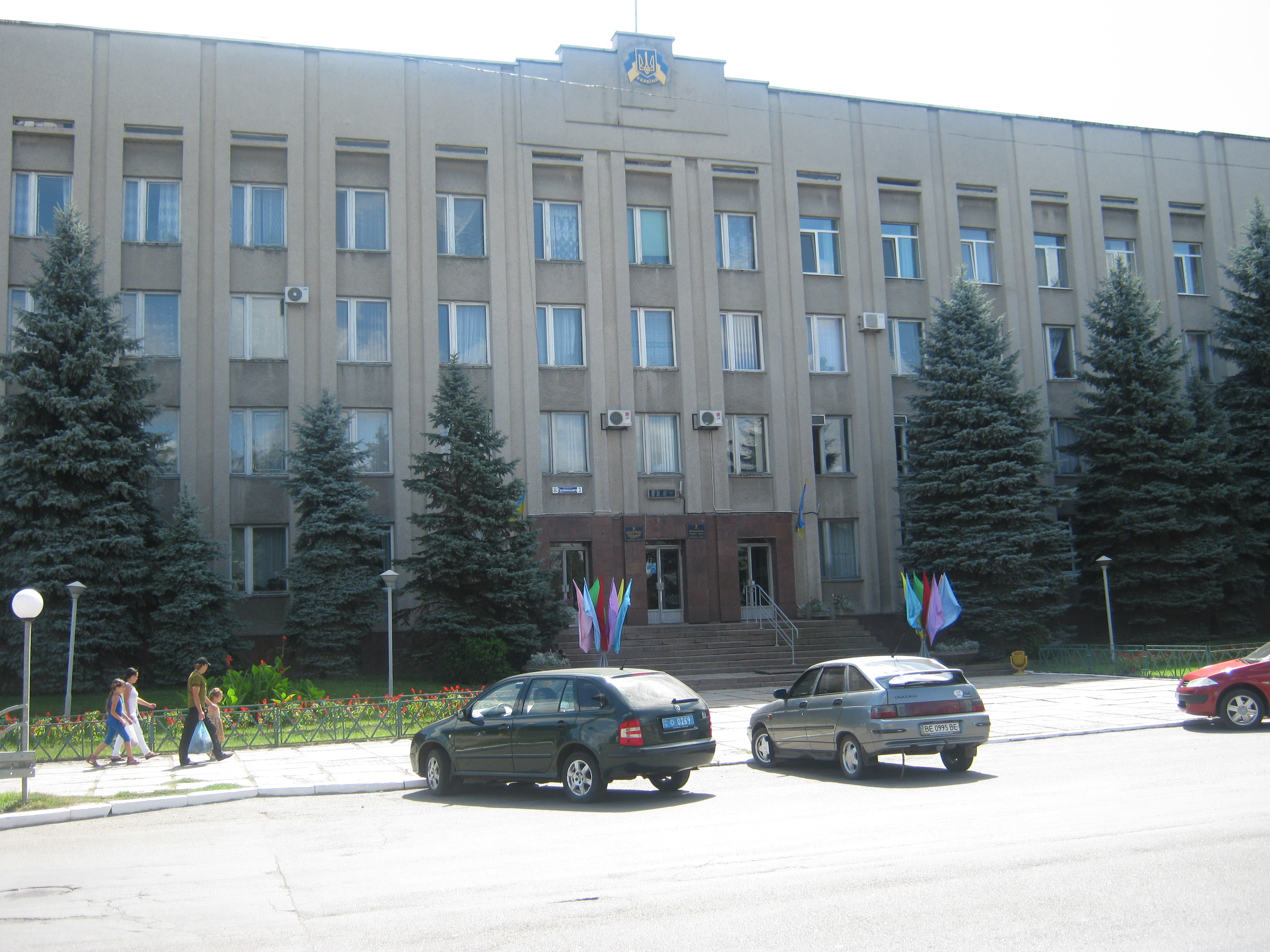
五一城的市議會
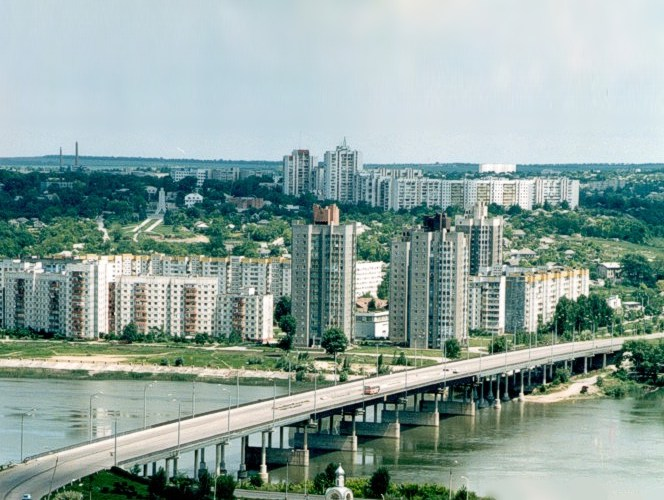
德涅斯特河對岸眺望勒布尼察
徽章
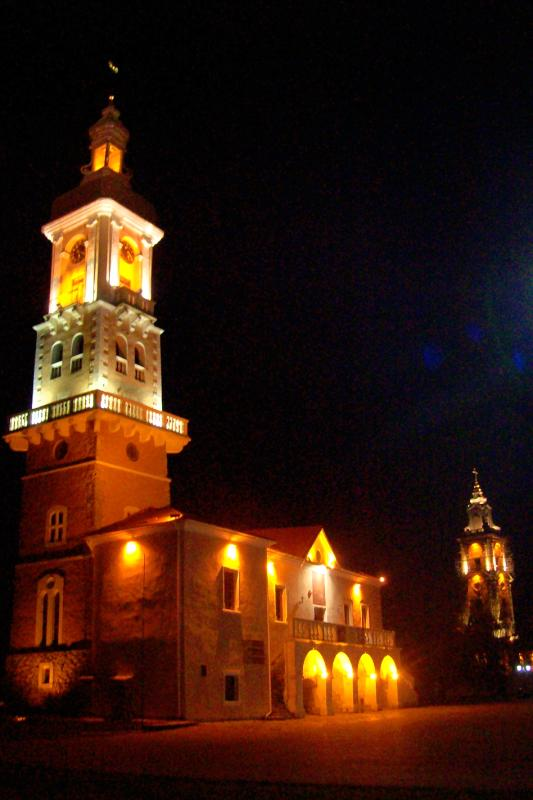
夜晚的卡缅涅茨-波多利斯基市政廳
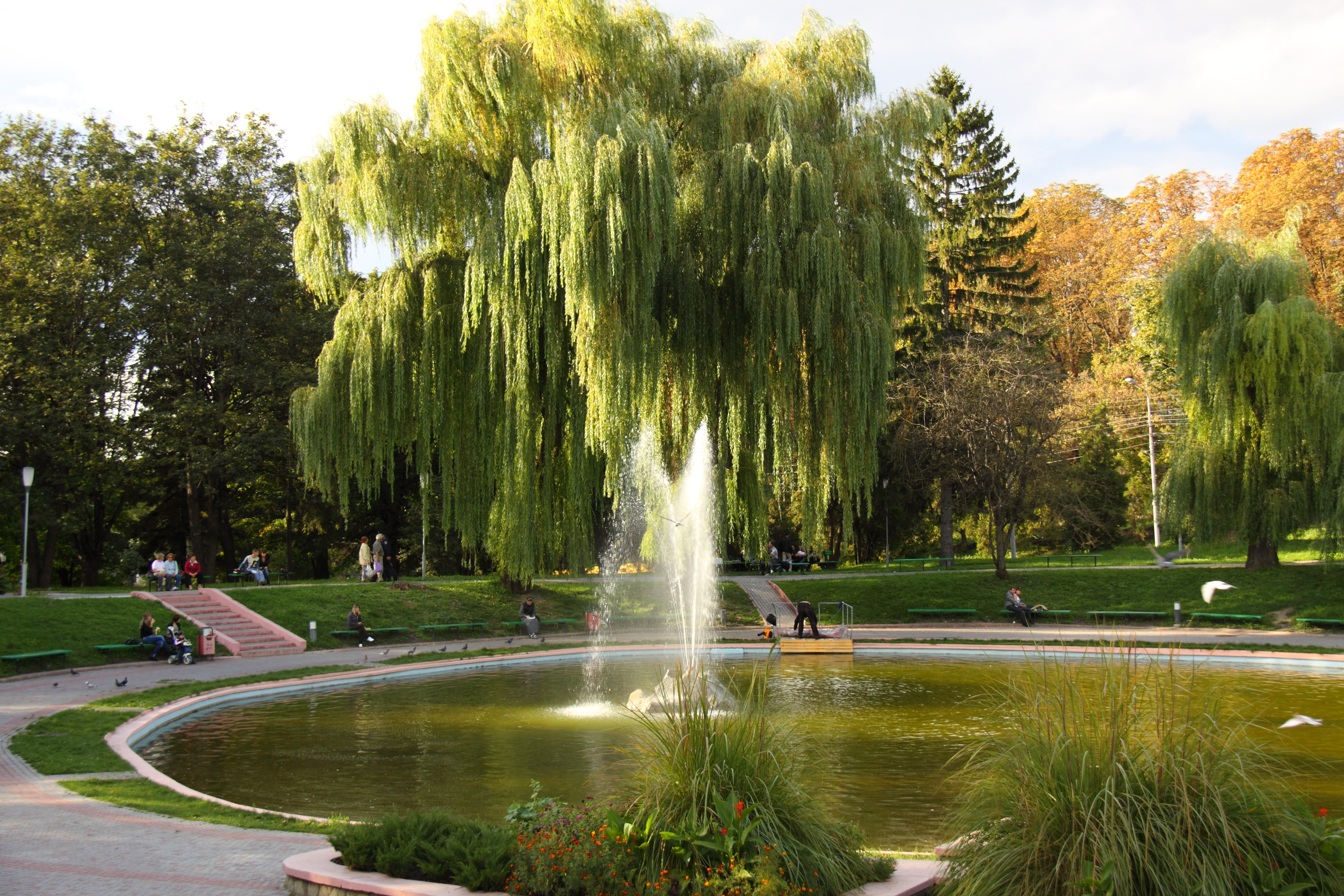
卡缅涅茨-波多利斯基舊城區附近的公園一隅
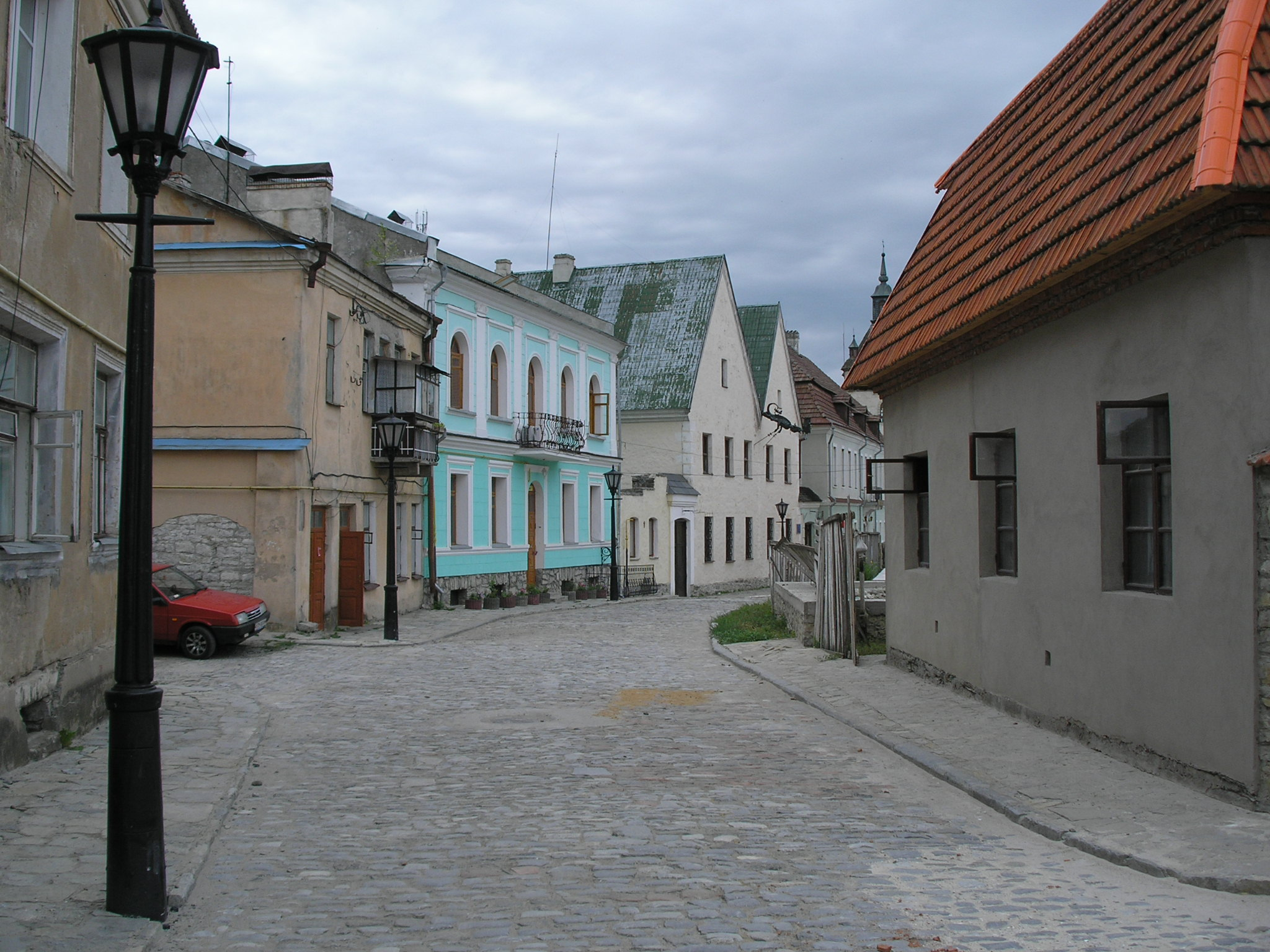
卡缅涅茨-波多利斯基舊城區的一條老街。在相片拍攝時段左右城鎮內是有進行了系列活化工作。
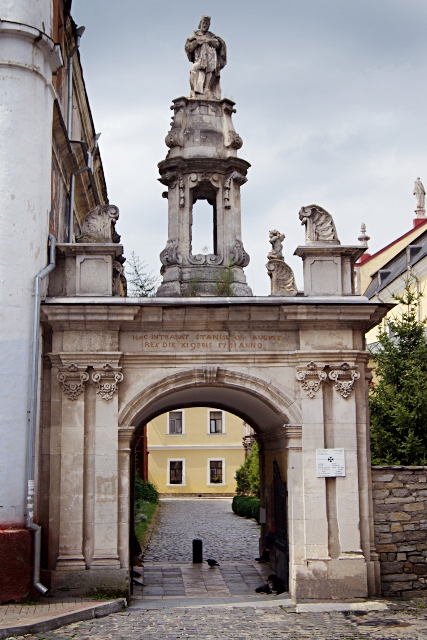
卡缅涅茨-波多利斯基的凱旋門
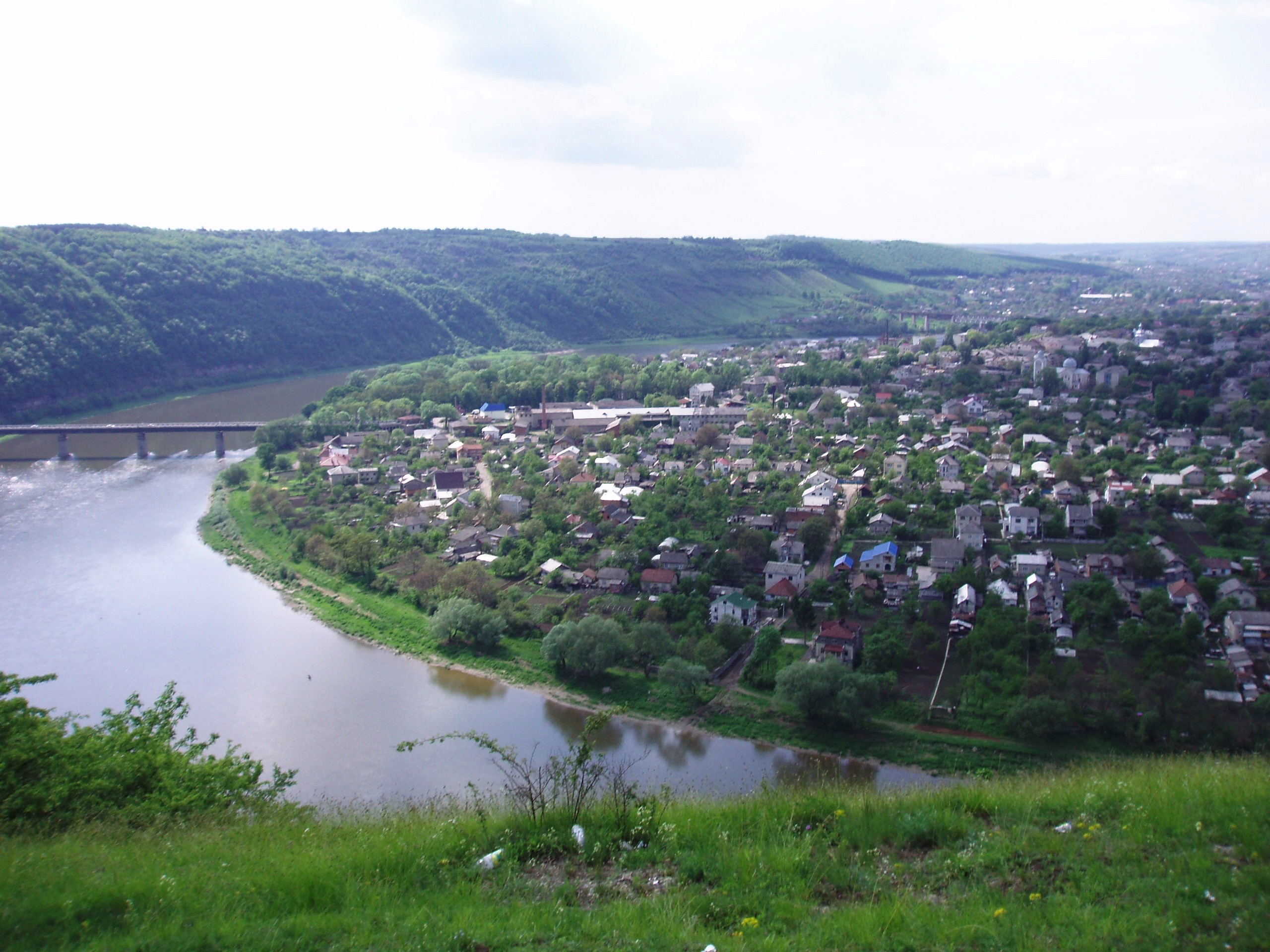
扎列希基